# Dasycrotapha
Dasycrotapha is een geslacht van zangvogels uit de familie van de brilvogels (Zosteropidae). Het geslacht telt drie soorten die alleen voorkomen in de Filipijnen.

## Soorten
- Dasycrotapha plateni – Mindanaodwergboomtimalia
- Dasycrotapha pygmaea – Samardwergboomtimalia
- Dasycrotapha speciosa – Geelkapboomtimalia